# Німецька мова в США

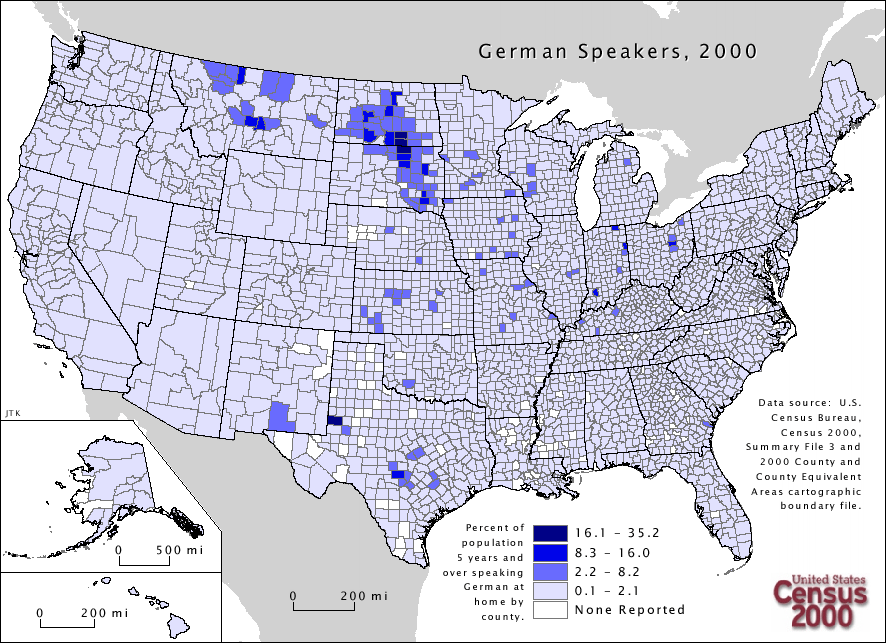
Поширення німецької мови в США, 2000 рік

Понад 50 мільйонів американців стверджують, що походять від Німеччини, що робить їх найбільшою єдиною групою предків у Сполучених Штатах. Близько 1,06 мільйона людей у Сполучених Штатах говорять німецькою мовою вдома. Це друга за поширеністю мова в Північній Дакоті (1,39 % її населення) і третя за поширеністю мова в 16 інших штатах.

## Історія
Відколи перші етнічно німецькі родини оселилися в Сполучених Штатах у Джеймстауні, штат Вірджинія, у 1608 році, німецька мова, діалекти та різні традиції регіонів Німеччини відігравали роль у соціальній ідентичності багатьох німецько-американців..
До 1910 року в Сполучених Штатах було надруковано 554 номери газет стандартною німецькою мовою, а також декілька шкіл, де викладання йшло німецькою мовою, а уроки відводилися для вивчення англійської.
Через антинімецькі настрої під час Першої світової війни використання німецької мови скоротилося. Повсякденне використання відійшло б у загальний доступ переважно до амішів, староорденських менонітів і хуттеритів.

### Німецькомовна методистська церква
Близько 1800 року було засновано дві німецькомовні методистські церкви Vereinigten Brüder in Christo</link> та Evangelische Gemeinschaft</link>. Обидва використовували методистські гімни німецькою мовою та видавали німецькі газети, одна з яких існувала до 1937 року. З середини 19 століття англійська використовувалася як друга мова в церквах, але були регіони, в яких німецька була основною церковною мовою до 20 століття. У 1937 році обидві церкви об'єдналися і приєдналися до Об'єднаної методистської церкви в 1968 році.

### Німецькомовна преса

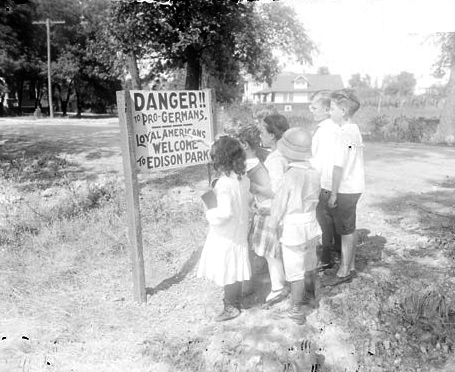
Антинімецькі настрої знищили перспективи американських громадян Німеччини як інтелектуалів, простих людей і престиж, яким не довіряли.

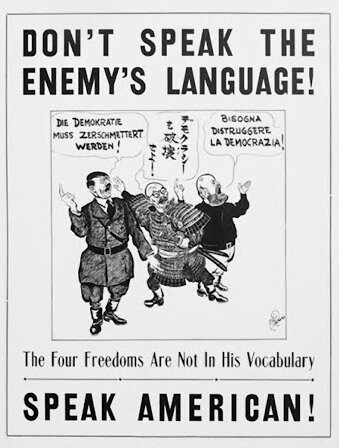
Плакат 1940-х років, який забороняє використовувати італійську, німецьку та японську мови

Першою німецькою газетою в США була der Hochdeutsch-Pennsylvanische Geschicht-Schreiber, oder Sammlung Wichtiger Nachrichten aus dem Natur- und Kirchen-Reich</link> («верхньонімецько-пенсільванський оповідач, або колекція важливих новин із царств природи та церкви»), пізніше відомий як
die Germantauner Zeitung. Саме німецькомовна газета «Der Pennsylvanische Staatsbote» 5 липня 1776 року стала першою газетою, яка повідомила про Американську Декларацію незалежності, і зробила це в німецькому перекладі. Англійським читачам довелося б чекати на день пізніше, щоб прочитати англійський текст у «Пенсильванській вечірній газеті» (The Pennsylvania Evening Post).
У 19 столітті німецька преса зросла в значущості, і кількість щоденних газет різко зросла. У 1909 році в звіті говорилося, що «кожне американське місто чи містечко з великим німецьким населенням має одну або кілька німецьких газет. У Нью-Йорку їх дванадцять або більше… найкращі… є… New Yorker Staats-Zeitung.Illinois Staats-Zeitung має майже такий самий тираж, а Milwaukee Herold стверджує, що найбільший тираж. У Філадельфії є свій Demokrat, Балтимор — свій кореспондент, Цинциннаті — Volksblatt , Сент-Луїс… це… Die Westliche Post, де починав свою кар'єру Джозеф Пулітцер, і Der Anzeiger des Westens. Також повідомлялося, що порівняно з 17 194 англійськими газетами в США в 1900 році було 613 німецьких. Наступна за величиною мовна група, скандинавська, мала лише 115.
З придушенням німецької мови під час Першої світової війни німецька преса в Америці різко скоротилася.

### Німецька мова в народній освіті
Протягом більшої частини 19-го століття в багатьох великих американських мегаполісах із спільнотами німецьких іммігрантів, таких як Чикаго та Сент-Луїс, точилися запеклі дебати щодо того, чи повинні державні школи пропонувати німецькомовну освіту. Це питання мало значний інтерес для місцевих жителів, оскільки німецькомовні родини переважно посилали своїх дітей до парафіяльних шкіл, де навчання велося німецькою мовою. У деяких районах Чикаго, де проживали німецькі іммігранти, відвідування державних шкіл було настільки низьким, що преса повідомляла, що заклади практично порожні. Рішення Державних шкіл Чикаго зробити англійську мову єдиною мовою навчання в школах міста викликало обурення німецької громади міста. Герман Растер, республіканський головний редактор газети Staats-Zeitung штату Іллінойс, і політик-соціаліст Адольф Дуе рішуче виступили проти нового правила, і обидва стали відомими як рішучі критики впровадження лише англійської освіти в Сполучених Штатах.

### Переслідування під час Першої світової війни
Коли США приєдналися до Першої світової війни, в американському суспільстві швидко поширилася антинімецька істерія. Американців німецького походження, особливо іммігрантів, звинувачували у військових діях Німецької імперії, і навіть розмовляти німецькою мовою вважалося непатріотичним. Багато німецько-американських родин англізували свої імена (наприклад, від Schmidt до Сміта, Schneider доТейлора, Müller до Міллера), а німецька мова майже зникла в багатьох містах. У сільській місцевості присутність стала тихішою, але збереглася, особливо в регіонах багатьох німців. Багато штатів забороняли використання німецької мови в громадських місцях і викладання німецької мови в школах.
На початку 20-го століття, коли впливові білі англосаксонські протестанти в Сполучених Штатах намагалися повернути собі верх над владою та соціальним впливом, яким серйозно загрожували хвилі імміграції, використовували політику та через фінансоване формування Ку Klux Klan сприяло б виникненню антиіммігрантських настроїв і недовіри до німецько-американців серед інших груп людей. Завдяки рекламі та маркетингу, що фінансується урядом, американці німецького походження, також відомі як „голландці“, і німецьку мову швидко перестали вважати видатною мовою та мовою освічених до недовіри, і тому будь-хто, хто вільно володіє мовою, незалежно від віку, пов'язаного з традиціями, які розглядалися як чужорідні, або які сповідували їх, зазнавало кількох публічних переслідувань, недовіри та в кількох випадках смерті.
Однією з таких відомих смертей стала смерть Роберта Прагера, німця, який шукав натуралізації в Сент-Луїсі, штат Міссурі, якого в ніч на 14 квітня 1914 року натовп із 300 „чоловіків і хлопчиків“ звинуватив у тому, що він німецький шпигун. він нібито поділився словами на зборах соціалістів раніше того вечора. В'язницю, в якій він сховався від натовпу, швидко захопили, і, знявши з нього одяг, його повели вниз по Мейн-стріт з мотузкою, зав'язаною на шиї, і змусили йти по маршруту. На його доріжці кидали розбиті скляні пляшки, він змушений був співати патріотичні пісні. Під час цієї прогулянки його змусили поцілувати американський прапор, який був обгорнутий навколо нього. Його підвели до висячого дерева на краю міста, де його лінчували. У статті The St. Louis Global-Democrat повідомлялося про неодноразові випадки, коли натовпи обмазували людей смолою та оперенням.
Інші акти дискримінації на основі етнічного походження включали заборону виконання музики німецьких композиторів на симфонічних концертах, включаючи спроби перейменування певних страв. Наприклад, квашена капуста стала б капустою Свободи. „Гамбургер“ був би на короткий час „Стейками Свободи“.

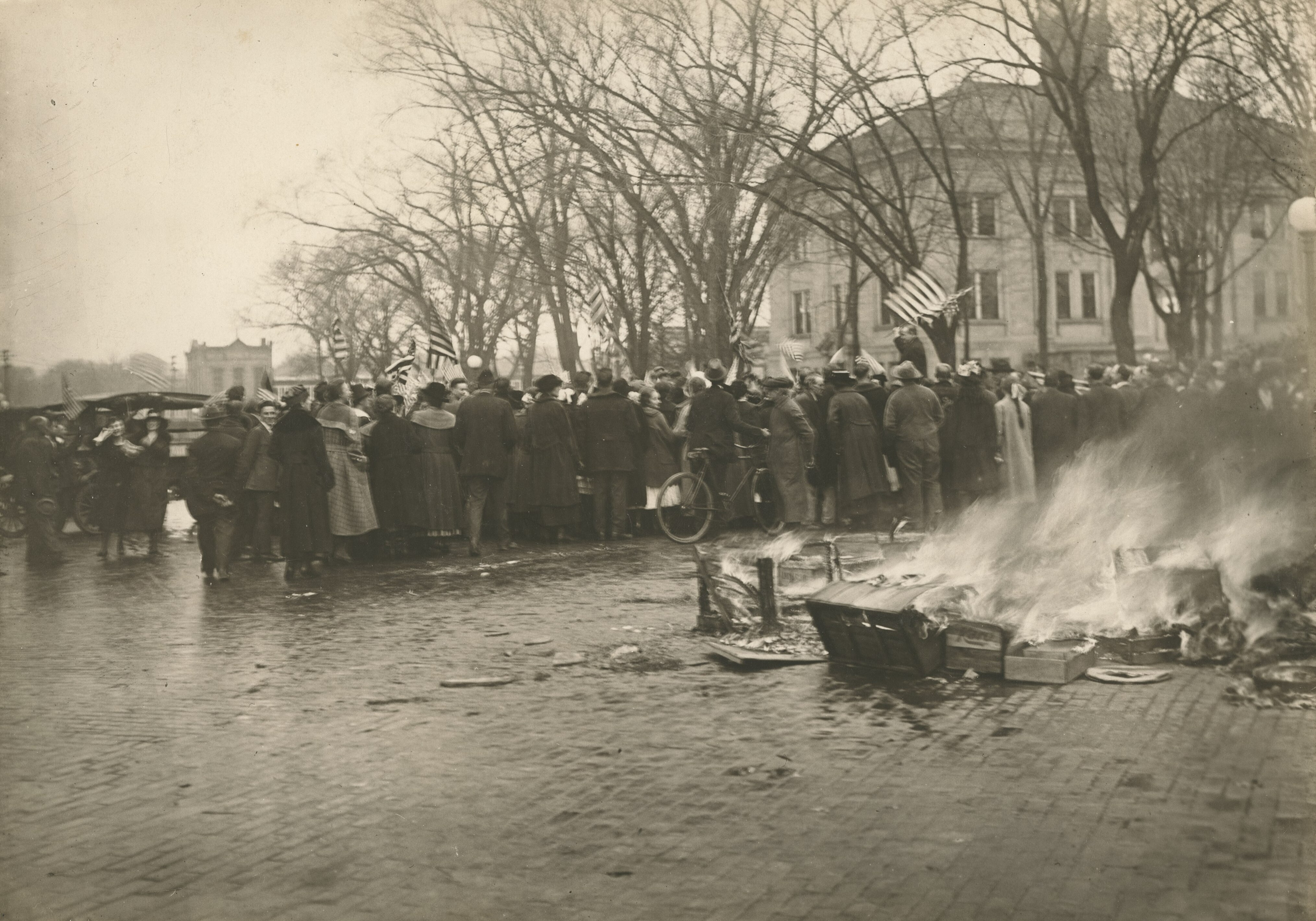
Купа німецьких підручників із середньої школи Барабу горить на вулиці в Барабу, штат Вісконсін, під час антинімецької демонстрації

Використання мови також було основним напрямком законодавства на державному та місцевому рівнях. Деякі з цих правил включали публікацію статутів, які забороняли розмовляти німецькою мовою в межах міста. Повна заборона на викладання німецької мови як у державній, так і в приватній освіті може бути знайдена принаймні в 14 штатах, включаючи деякі штати, які поширять цей режим на заборону на викладання всіх мов, крім англійської, хоча більшість заборонять неанглійські мови. зазвичай лише заборонена німецька. Повна заборона на викладання німецької мови як у державних, так і в приватних школах була накладена на деякий час принаймні в 14 штатах, включаючи Каліфорнію, Індіану, Вісконсін, Огайо, Айову та Небраску. Заборона в Каліфорнії тривала до середини 1920-х років. Справа Верховного суду у справі „Майєр проти Небраски“ у 1923 році визнала ці закони неконституційними. У жовтні 1918 року було прийнято законопроект, який мав на меті обмежити федеральні кошти для штатів, які запровадили лише англійську освіту. 9 квітня 1919 року штат Небраска прийняв закон під назвою „Закон про викладання іноземних мов у штаті Небраска“, широко відомий як Закон Сімана. Він передбачав, що „жодна особа, окремо або як вчитель, не має права в будь-якій приватній, конфесійній, парафіяльній чи державній школі викладати будь-який предмет будь-якій особі будь-якою мовою, крім англійської“. Він забороняв навчання за кордоном для дітей, які не закінчили восьмого класу. У Монтані розмовляти німецькою мовою було заборонено в публічних місцях протягом двох років під час Першої світової війни. Законодавча влада Пенсільванії прийняла заборону на німецьку мову, але губернатор наклав вето. Церкви в цей період, такі як Лютеранська церква, внутрішньо розділилися щодо служб і релігійного навчання німецькою та англійською мовами.
З вимушеним занепадом Німеччини тісно пов'язаний майже дефолт американських військових позик Троїстій Антанті, що призвело до введення Федеральним резервом облігацій Свободи від першого до четвертого. Після березня 1918 року Федеральний резервний банк почав використовувати десятки пересувних „воєнних експонатів“, розміщених у потягах, що їхали через США, для продажу „облігацій свободи“. Тогочасні газети писали про знущання над „неробами“, яких під час виставки змушували купувати облігації та спалювати німецькі книги. </link>
- „Спецпоїзди для показу військових експонатів. Ф. П. Клейтон з відділу реклами Федерального резервного банку отримав телеграму від JW Hoopes, виконавчого менеджера кампанії, який зараз перебуває у Вашингтоні, в якому повідомляється, що він забезпечив використання в 11-му федеральному окрузі двох спеціальних поїздів, які перевозитимуть справжні військові експонати з полів битв Європи. Є надія, що потяги супроводжуватимуть офіцери, які бачили реальну службу. Ці потяги будуть зупинятися в місцях, назви яких будуть оголошені пізніше, а промови будуть виголошені з вагонів“.
- „Під час візиту військового експоната вчора в Маунтін-Гроув учні тамтешніх середніх шкіл розклали величезне багаття, куди було викинуто всі підручники німецької мови, якими користувалися в школі…“

## Діалекти та географічне поширення
| Держава      | Носії німецької мови |
| ------------ | -------------------- |
| Каліфорнія   | 141,671              |
| Нью-Йорк     | 92,709               |
| Флорида      | 89,656               |
| Техас        | 82,117               |
| Огайо        | 72,647               |
| Пенсильванія | 113,117              |
| Іллінойс     | 63,366               |
| Мічиган      | 52,366               |

Тут слід зазначити, що наведені нижче діалекти є лише частиною всієї діалектної картини шару німецьких діалектів, поширених у США.

### Ельзаський
Ельзаська, (нім. Elsässisch </link>), є нижньоалеманським німецьким діалектом, яким розмовляють староорденські аміші та деякі староорденські меноніти в окрузі Аллен, штат Індіана, та їхніх дочірніх поселеннях. Ці аміші іммігрували до США в середині 1800-х років. В Індіані ельзаською мовою менше, ніж бернською німецькою, хоча там кілька тисяч носіїв. У громаді також живуть носії бернської німецької та пенсільванської німецької. Більшість носіїв ельзаської також розмовляють або принаймні розуміють пенсільванську німецьку. Таким чином, люди, які розмовляють ельзаською мовою в Індіані, стикаються з п'ятьма мовами або діалектами: ельзаською, бернською німецькою, пенсільванською німецькою, стандартною німецькою та англійською.

### Амана
Німецька Амана, західно-центральна німецька мова, зокрема гессенський діалект, якою досі розмовляють кілька сотень людей у семи селах колоній Амана в Айові, які були засновані прихильниками натхнення німецького походження. Німецька мова Amana походить від гессенського діалекту, який об'єднався в так званий Ausgleichsdialekt, який прийняв багато англійських слів і деякі англійські ідіоми.

### Бернська
Бернська німецька, (стандартна німецька : Berndeutsch, алем. Bärndütsch </link>) — субдіалект високоалеманської німецької мови, яким розмовляють староорденські аміші в окрузі Адамс, штат Індіана, та їхніх дочірніх поселеннях. У США є кілька тисяч носіїв цього діалекту.
Посилання на інтерв'ю на YouTube із Берндойчем із Індіани можна знайти в цитаті нижче.

### Гуттерит
Гуттеритські громади в Сполучених Штатах і Канаді розмовляють гуттеритською німецькою мовою, австро-баварським діалектом. </link> Гуттеритською мовою розмовляють у штатах США Вашингтон, Монтана, Північна та Південна Дакота та Міннесота ; і в канадських провінціях Альберта, Саскачеван і Манітоба.

### Індіана
У сільській місцевості округів Елкхарт і Лагранж, штат Індіана, також проживає значне населення амішів і менонітів Старого Ордену, які розмовляють пенсільванською голландською. Набагато менша спільнота пенсільванських голландськомовних амішів знаходиться в окрузі Парк, що на заході Індіани. Багато англійських слів змішано з цим діалектом, і він значно відрізняється від стандартної німецької мови (Hochdeutsch</link>), але досить схожий на діалект регіону Пфальц.
Зазвичай Пенсильванський голландський (часто просто „голландський“ або Deitsch</link>) розмовляють вдома, але під час спілкування з населенням використовується англійська. </link> Меноніти амішів і старого ордену північної Індіани часто відрізняють себе від населення загалом, називаючи їх, відповідно, „амішами“ та „англійцями“. Пенсільванський „голландський“ іноді використовується в богослужіннях, хоча це більш поширене серед амішів, ніж менонітів. Більш звичайні (міські) меноніти можуть мати практичне знання мови, але вона не часто використовується в розмові чи під час богослужінь.

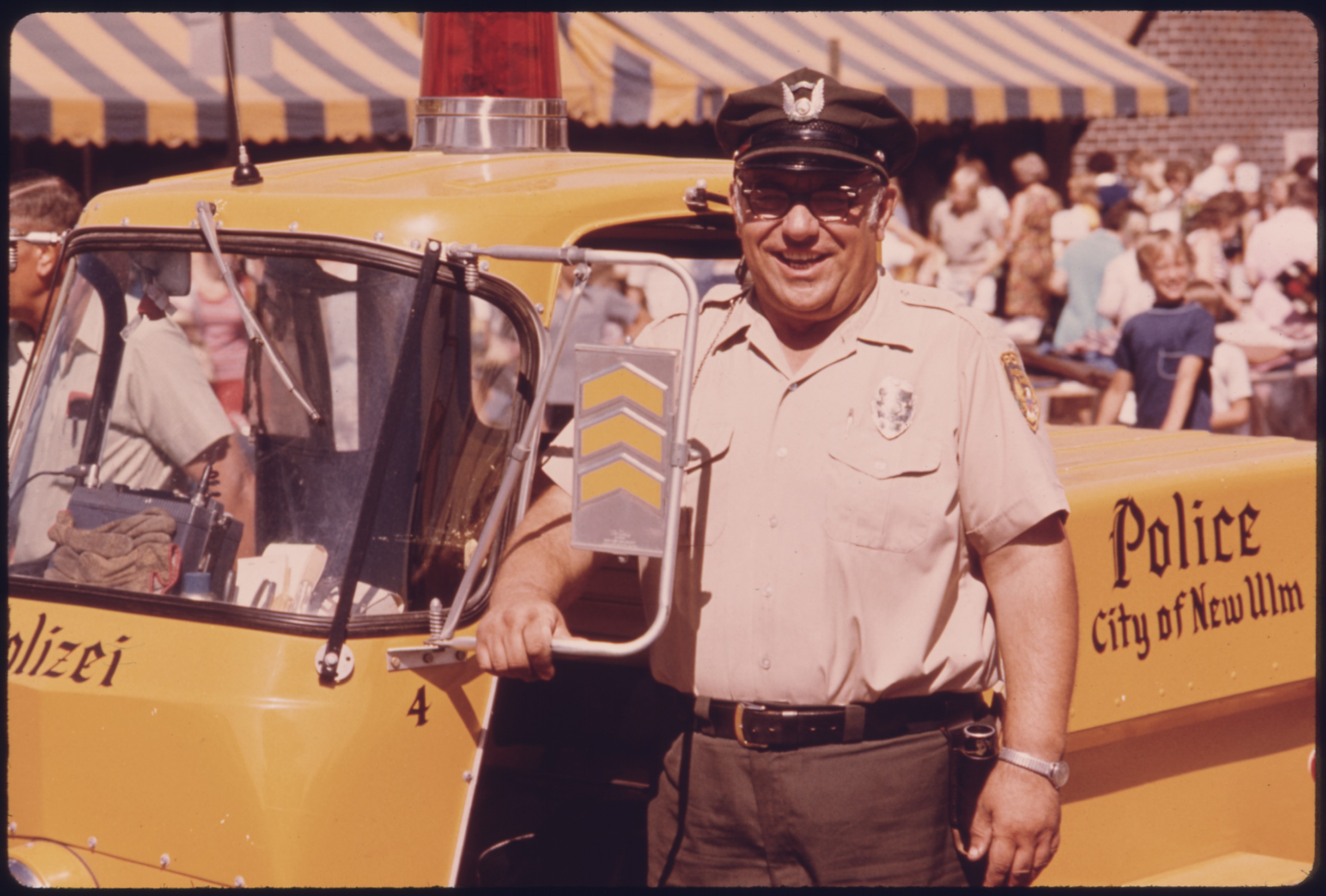
Контролер паркувальних автоматів стоїть біля свого поліцейського автомобіля, на якому написано німецьким словом поліція (Polizei). Це частина міста, яке підкреслює його німецьке етнічне походження. Нью-Ульм, Міннесота, липень 1974 р.

### Пенсильванія
Староорденські аміші, староорденські меноніти та інші пенсільванські німці розмовляють діалектом німецької мови, відомому як пенсільванська німецька, широко званий пенсільванським голландським, де голландська мова використовується в її архаїчному сенсі, тобто не обмежується голландською, а включає всі варіанти німецької мови. Це залишок того, що колись було набагато більшою німецькомовною територією у східній Пенсільванії. Більшість „пенсільванських голландців“ походять із Пфальцького регіону Німеччини, і їх мова базується на діалекті цього регіону. У той час як мова є стабільною серед старих орденів, а кількість носіїв зростає через високий рівень народжуваності серед старих орденів, вона швидко зменшується серед непростих німців Пенсільванії (також званих Fancy Dutch).

### Plautdietsch
Plautdietsch, нижньонімецький діалект, розмовляють і найчастіше асоціюють із „російськими“ менонітами, які іммігрували переважно до Канзасу в середині 1870-х років. Ці меноніти, також знайдені в Канаді, мали тенденцію до повільної асиміляції в основному суспільстві протягом кількох поколінь, але іммігранти-меноніти, які розмовляли Плаутдічем — переважно з Мексики, де майже немає асиміляції — привезли Плаутдіча назад до Канзасу. У 1977 році менонітські мігранти з Мексики, які розмовляли Плаутдічем, створили нове поселення в Семіноле, штат Техас. У 2016 році в семінолі було близько 6000 носіїв Plautdietsch.

### Техас
Діалект під назвою техаська німецька, що базується в Техаській горній країні, все ще існує, але вимирає після закінчення Другої світової війни. Після запровадження лише англійської мови під час обох світових воєн носії німецької мови в Техасі перейшли до англійської, і мало хто передав мову своїм нащадкам.

### Вісконсін
Різноманітні німецькі діалекти, які були принесені до Вісконсіна, не розвинулися до вирівняної форми діалекту, як, наприклад, у південно-східній Пенсільванії, де виникла пенсільванська німецька як вирівняний діалект, але залишилися окремими.
За наданим посиланням архів польових записів німецької мови штату Вісконсін можна знайти в Datenbank für Gesprochenes Deutsch, розміщеному в Інституті Лейбніца для Deutsche Sprache. Інші польові записи також можна знайти в Інституті Макса Каде.

## Німецька як офіційна мова США міф
Міська легенда, яку іноді називають легендою Мюленберга на честь Фредеріка Муленберга, стверджує, що англійська лише трохи перемогла німецьку як офіційну мову США. Насправді ця пропозиція передбачала вимогу перекладу урядових документів німецькою мовою. У Сполучених Штатах немає законодавчої офіційної мови; Англійська мова використовувалася де-факто через її статус основної мови в країні.
У Пенсильванії, де проживало велике німецько-американське населення, німецька мова була довгий час дозволена як мова навчання в державних школах. Державні документи були доступні німецькою мовою до 1950 року. </link> Внаслідок широкого поширення антинімецьких настроїв під час Першої світової війни вільне володіння німецькою від одного покоління жителів Пенсільванії зменшувалося, і сьогодні лише невелика частина його жителів німецького походження вільно володіє німецькою мовою. </link>
З середини 1840-х років у Техасі проживало велике німецьке населення завдяки Adelsverein. Після того, як Техас отримав статус штату в 1845 році, було потрібно, щоб усі закони були офіційно перекладені німецькою мовою. Це залишалося в силі до 1917 року, коли Сполучені Штати вступили в Першу світову війну.

## Німецько-американська традиція в літературі
Оскільки культурні зв'язки між Німеччиною та Сполученими Штатами були історично міцними, ряд важливих німецьких та американських авторів були популярними в обох країнах. У сучасній німецькій літературі до цієї теми часто звертався народжений у Бостоні автор німецької та англійської ліричної поезії Пол-Генрі Кемпбелл.

## Використання в освіті
Згідно з опитуванням, що фінансується урядом, німецьку мову вивчали в 24 % американських шкіл у 1997 році, і лише в 14 % у 2008 році.
Німецька мова посідає третє місце за популярністю після іспанської та французької за кількістю коледжів та університетів, які пропонують навчання цією мовою.

### Структура вивчення німецької мови за державами
| Державна          | Кількість студентів | Кількість середніх шкіл, які пропонують німецьку освіту |
| ----------------- | ------------------- | ------------------------------------------------------- |
| Південна Дакота   | 3,289               | 8                                                       |
| Мічиган           | 30,034              | 74                                                      |
| Нью-Джерсі        | 10,771              | 28                                                      |
| Пенсільванія      | 38,165              | 107                                                     |
| Грузія            | 12,699              | 36                                                      |
| Міннесота         | 19,877              | 57                                                      |
| Теннессі          | 11,269              | 33                                                      |
| Вісконсин         | 27,229              | 80                                                      |
| Гавайї            | 650                 | 2                                                       |
| Огайо             | 18,478              | 64                                                      |
| Коннектикут       | 3,671               | 13                                                      |
| Вірджинія         | 12,030              | 43                                                      |
| Флорида           | 4,887               | 19                                                      |
| Південна Кароліна | 4,406               | 18                                                      |
| Техас             | 19,551              | 80                                                      |
| Індіана           | 14,687              | 62                                                      |
| Меріленд          | 4,833               | 21                                                      |
| Каліфорнія        | 9,636               | 46                                                      |
| Нью-Йорк          | 7,299               | 35                                                      |
| Місісіпі          | 1,447               | 7                                                       |
| Міссурі           | 8,439               | 44                                                      |
| Невада            | 890                 | 5                                                       |
| Майн              | 1,741               | 10                                                      |
| Небраска          | 3,999               | 23                                                      |
| Массачусетс       | 3,367               | 20                                                      |
| Нью-Гемпшир       | 2,832               | 17                                                      |
| Іллінойс          | 13,293              | 88                                                      |
| Іова              | 3,973               | 27                                                      |
| Оклахома          | 2,207               | 16                                                      |
| Віомінг           | 376                 | 3                                                       |
| Північна Кароліна | 5,815               | 53                                                      |
| Ідахо             | 2,279               | 24                                                      |
| Вашингтон         | 3,888               | 43                                                      |
| Канзас            | 2,427               | 28                                                      |
| Західна Вірджинія | 640                 | 8                                                       |
| Алабама           | 5,333               | 67                                                      |
| Юта               | 1,051               | 15                                                      |
| Вермонт           | 887                 | 13                                                      |
| Луїзіана          | 453                 | 7                                                       |
| Орегон            | 1,469               | 24                                                      |
| Колорадо          | 1,509               | 25                                                      |
| Північна Дакота   | 2,046               | 34                                                      |
| Кентуккі          | 1,421               | 26                                                      |
| Арканзас          | 1,947               | 37                                                      |
| Арізона           | 1,205               | 25                                                      |
| Род-Ійленд        | 76                  | 2                                                       |
| Монтана           | 260                 | 10                                                      |
| Новий Мексика     | 227                 | 11                                                      |
| Аляска            | 89                  | 8                                                       |
| ДС                | 16                  | 0                                                       |
| всі               | 328,963             | 1,547                                                   |

## американський німецький

### Стандартна американська німецька
Те, що тут називається стандартною американською німецькою мовою, є сумішшю історичних слів, англійських запозичених слів і нових слів, які разом зустрічаються в німецькій мові, що використовується нащадками неамішів і менонітів. Вивчення німецької мови в Сполучених Штатах було припинено під час Першої світової війни, але з тих пір воно відновилося у великих університетах, особливо в Університеті Канзасу від таких вчених, як Вільям Кіл, Інститут німецько-американських досліджень Макса-Каде Університету Вісконсін-Медісон і Джордж Дж. Меткалф з Чиказького університету. Хоча міста можуть мати різну граматичну структуру, а іноді й вимову під впливом перших сімей іммігрантів, їхніх регіонів і подальшого контакту з англійською мовою, офіційного граматичного синтаксису американсько-німецької різновиду німецької мови немає, тому, коли її навчають, синтаксис використовується стандартна німецька з Німеччини. Незважаючи на відсутність такого стабілізованого синтаксису, спілкування все ще можливе. Однак один оратор може визнати, що інший може бути з іншої громади, міста чи місцевості.

### Вибрані фрази
| Американський німець | Європейський стандартний німецький | Англійський переклад |
| -------------------- | ---------------------------------- | -------------------- |
| Гуда Морча           | Гутэн Морген                       | Добра раніш.         |
| Гуда Морга           | Гутэн Морген                       | Добра раніш.         |
| Гуда Маріє           | Гутэн Морген                       | Добра раніш.         |
| Гутэн Морген         | Гутэн Морген                       | Добра раніш.         |

| Американський німець | Європейський стандартний німецький | Англійський переклад                                                                   |
| -------------------- | ---------------------------------- | -------------------------------------------------------------------------------------- |
| Гуда Дах             | Гутен-Тэг                          | Добрий день! [зважається як все більш старомодний привітання американського мейнстрим] |
| Гуда Тач             | Гутен-Тэг                          | Добрий день!                                                                           |
| en Guda              | Guten [Tag]                        | Добрий день!                                                                           |
| Це було нової?       | Чи є нові?                         | Що нового?                                                                             |

| Американський німець | Європейський стандартний німецький | Англійський переклад                                                           |
| -------------------- | ---------------------------------- | ------------------------------------------------------------------------------ |
| А! А!                | А! А!                              | О, це не так!                                                                  |
| Гей!                 | Гей weiter!                        | Подібіться!                                                                    |
| Гуд амоль!           | Гурман!- Скажіть!                  | Подивіться!- Подивіться!                                                       |
| Поспішайте!          | Біл тебе!                          | Поспішайте!                                                                    |
| Шейс, будь ласка!    | Прийди!                            | „Шер, будь ласка!“ (буквально: „ходь вже“) „О, будь ласка!“, Ви жартуєте?      |
| Будьте так…          | Будьте так…                        | Будь так добре і… екс. Будь так добре і допоможи своїй мамі приготовляти стіл. |
| Sei Artig!           | Sei Artig!Біньм тик!               | Будьте вежливими!                                                              |
| Скажіть, що ви!      | Хау-аб!/Вершвінд!                  | Згубіться! Звідси!                                                             |
| Виправдано!          | Виправдано!                        | Чорт!                                                                          |
| Це був „зур Гель“?   | Це був „зур Гель“?                 | Що за чорт?                                                                    |

## Загальні американські німецькі ім'я
Ці ім'я були знайдені у всіх регіонах США і не є виключними для будь-якого конкретного регіону. Деякі англійські позикові слова зустрічаються через культурну дифузію з англійськими людьми і часто були введені зважаючи на відсутність певних об'єктів (т. е. дер-Трак) в німецькому перед 20-м століттям. У всіх регіонах, де німецький досі існує, також є рівність діалекту. Хоча попередні дослідження намагалися визначити певні слова на конкретні місця, такі як Стінккатзе з техасськими німецькими діалектами, подальші дослідження виявили, що ці слова в використанні поширюються за межами їх початкового сприйняття регіонів. Наприклад, наступні вариати Стинкацце / Стинкацац' / Стинкоц / Стинкчац (швейцарсько-німецькомовних общин) були знайдені в багатьох штатах на середині Заходу, що охоплюють Тексас.
| Сучасний стандартний німецький | Історичні переживання, знайдені на сучасній американській німецькій | Англійська              |
| ------------------------------ | ------------------------------------------------------------------- | ----------------------- |
| Смучніше                       | Stinkkatz (e) /Stinkotz/Stinkchaatz                                 | Скунк                   |
| Спри, Юкс.                     | Якс                                                                 | веселість               |
| Юнге (Кнаб, Буб, Баб)          | Кнаб/Баб                                                            | хлопчик                 |
| Пасець                         | Кнехт (з'ясувалося в деяких громадах Канзасу)                       | (мужчина) домашня слуга |

| Американські німецькі терміни (інгулярні) | Європейський стандартний німецький (інгулярний) | Англійський переклад                           |
| ----------------------------------------- | ----------------------------------------------- | ---------------------------------------------- |
| Дер Абнеммер                              | Fotograf (m)                                    | фотограф                                       |
| der Barrel, „Berl“                        | Faß (n)                                         | барель                                         |
| де Бу (а)                                 | Юнге (м)                                        | хлопчик                                        |
| де Баб                                    | Юнге (м)                                        | хлопчик                                        |
| мрій Автомобіль                           | Автомобіль (n)                                  | автомобіль                                     |
| Смерть Зміни                              | Зміни (f)                                       | зміна, переміна, оновлення                     |
| де Колумбін                               | Коломбіна (м)                                   | колумбіна                                      |
| „Сістотна церква“                         | Landkirche (f)                                  | церква в селі                                  |
| Дер Странтверг                            | Landstraße (f)                                  | дорога країни/ „дорога країни“                 |
| Смерть Крік                               | Флюсчен (n)                                     | крик/потік                                     |
| der Eichhase/Eichhos»                     | Іхххорнч (n)                                    | вигрілка                                       |
| Дер Іхкатер                               | Іхххорнч (n)                                    | вигрілка                                       |
| ліфт                                      | Aufzug (m)                                      | ліфт                                           |
| мрій Eisbox                               | Der Kühlschrank                                 | холодильник                                    |
| з зерновим літором                        | Подібні дані                                    | зерновий ліфт                                  |
| der Gel (e) beribe                        | Кароте (f)                                      | морковь                                        |
| Дер Гросспапа                             | Гросватер (м)                                   | дідусь                                         |
| втягнутий кляпп                           | Клавіер (n)                                     | піаніно                                        |
| ферма                                     | Бауернгоф (м)                                   | Ферма                                          |
| Маріо Фермерлюте                          | Бауерн (m pl)                                   | фермерські люди/семейство фермерів             |
| Смерть Огородок                           | Заун (м)                                        | огородок                                       |
| вмираючий                                 | Кулі/Кугельскрейбер (м)                         | орієнтована на розмірну розмірну               |
| Раніше                                    | Фруїльінг (м)                                   | весна [сезон]                                  |
| Дер Геймстед                              | Евгенхайм (n)                                   | родинний ділянка                               |
| Das Hoch (e) німецький                    | Hochdeutsch (n), Standardhochdeutsch            | Високонімецький, стандартний високий німецький |
| Die Kiihler/Kühler                        | Кульшранк (м)                                   | холодильник                                    |
| Дер Корн                                  | Маї (м)                                         | кукурузи                                       |
| Дер Кнехт                                 | Hausdiener (m)                                  | слуга, слуга,                                  |
| Das Luftschiff/Luftschipp                 | Flugzeug (n)                                    | повітряний судно: літак                        |
| мікрохвильовий                            | Микровель (f)                                   | мікрохвильовий                                 |
| ДАС ПІКТУР                                | Bild (n)                                        | зображення                                     |
| «Дас Покетбук»                            | Ручна мішка (f), Geldbeutel (m)                 | кішник                                         |
| der Schulmeister Смерть Шулмейстерин      | Шулмейстер (м) Шулмейстерін (f)                 | головний учитель                               |
| Die Schulerei                             | Гаунері (f), Шуркері (f)                        | турбування, хитрості, жарти, графічна          |
| «Стонькац» / «Столькоц» /                 | Гнізніше (n)                                    | Скунк                                          |
| Дер Трка                                  | Lastwagen (m)                                   | вантажівка/поїзгорник/18-колесові              |
| Der Weg, Wech                             | Landstraße (f), Straße (f)                      | дорога / «дорога» (диалектальний)              |

### Загальні американські німецькі дієслова

Карта піднімецьких діалектів разом із загальними діалектними регіонами

Протягом історії німецької мови в Сполучених Штатах, завдяки співіснуванню з англійською мовою, з'явилося багато запозичень, які були поглинуті американським варіантом німецької мови. В американському варіанті німецької мови також збереглося чимало зворотів, у тому числі з численних діалектів німецьких регіонів. Таке збереження є поширеним явищем, яке відбувається, коли мова залишає свій початковий регіон: У той час як мова в країні походження рухається вперед, слова і значення в новому регіоні застигають і часто не змінюються разом з рідною країною.
| Загальний американський нім                                                                 | Європейський стандарт німецької мови                              | англійський переклад                                                   |
| ------------------------------------------------------------------------------------------- | ----------------------------------------------------------------- | ---------------------------------------------------------------------- |
| «Ich will ein Piktur abnehmen». «Ich will ein Bild abnehmen».                               | «Ich will ein Bild machen».                                       | «Я хочу сфотографувати».                                               |
| jemanden/etwas aufraisen                                                                    | aufwachsen                                                        | піднімати вгору; вирощувати [дітей, сільське господарство], вирощувати |
| «Ich ward' hier in dem Township aufgeraist.»                                                | «Ich bin hier in dem Dorf aufgewachsen».                          | «Я виріс тут, у місті».                                                |
| jemanden/etwas gleichen                                                                     | jemanden/etwas mögen                                              | любити, цінувати                                                       |
| «Ich hab' den Movie geglichen.» «Ich gleich dich!»                                          | «Ich hab den Film sehr gemocht». «Ich mag dich!»                  | «Мені сподобався фільм». «Ти мені подобаєшся!»                         |
| jemanden/etwas heißen                                                                       | jemand/etwas nennen                                               | називати когось                                                        |
| «Was hab'n sie das Kind geheißt?» [історично точне використання "heißen — називати/назвати] | "Wie haben sie das Kind genannt?                                  | «Як ти назвав дитину?»                                                 |
| jemanden/etwas pullen                                                                       | jemanden/etwas ziehen                                             | тягнути [щось]                                                         |
| «Sie pullen die Beets».                                                                     | «Sie roden Rüben».                                                | — Тягнуть буряки вгору.                                                |
| Zeit proveden                                                                               | Zeit verbringen                                                   | проводити час [роблячи щось]                                           |
| «Wir dachten, wir könnten Zeit proveden bei deiner Grandmom».                               | «Wir haben uns gedacht, wir könnten Zeit bei der Oma verbringen». | «Ми думали, що можемо провести час у/у бабусі».                        |
| verzähle(n), schwätze(n), quatsche(n), plader(n), schnacken, babbel(n), rede(n)             | sprechen                                                          | говорити, говорити, розмовляти                                         |

### Німецькі зразки Північної Дакоти
Історія загальновивченої німецької мови Північної Дакоти бере свій початок у південній частині центральної Німеччини. Предки цих німців, також відомі як волзькі німці, переселилися до Росії в 1763 році на запрошення Катерини II та організували понад сотню колоній, розташованих уздовж річки Волги поблизу сучасного Саратова. До 1884 року багато з цих росіян німецького походження почали свою подорож до сучасної Північної Дакоти і переважно оселилися в південно-центральній частині штату. Поселення, за етнічною традицією на Русі, часто базувалися на «спільній релігійній приналежності».
Німецько-російські протестанти традиційно є гегемоністською групою в окрузі Макінтош і східній половині округу Логан.
Німецько-російські католики традиційно є гегемонною групою в південному окрузі Еммонс і відгалужуються в західному окрузі Логан.
Діалекти цих іммігрантів, поряд із культурними відмінностями між субетнічними групами «німців Волги», сьогодні часто відзначаються невеликими відмінностями у значенні, слововживанні та іноді вимові, що відображає споконвічні регіони Німеччини, звідки багато хто з осіб цього етносу мають свої витоки. Діалекти південної Німеччини часто пов'язані між собою спільними значеннями, звуками та граматикою, хоча вони залишаються різними за синтаксисом і граматичним зразком, а також часто за окремими визначеннями слів. Таким чином, під час вивчення транскрипції деякі різновиди німецької мови Північної Дакоти можуть бути зрозумілі носіям німецької мови амішів Пенсільванії через схожість, але розуміння може бути досягнуто носіями загального діалекту або тими, хто знайомий з діалектами південної Німеччини. Хоча кожен відповідний член може встановити спілкування з діалектом своєї власної етнічної групи або діалектом свого міста, жоден з діалектів не є однаковим.
Зразок 1
"Mir habe e grosses Haus gehat... Auf einem End war sogar en Storch, hat sein Nest gehat. Die Storche sin nett, was sie dohin meinen. Die Storche, dadraus tragen kein Babies rum. Die kommen frihjahrs [frühjahrs] zurick un Winter spenden sie in der Sid. Wo das kann sei, kennt ich gar nett sage. Sie sin halt immer Sid gange, un zum Frihjahr sin sie komme un ha'n ihre Nester ausgeputzt un ha'n wider - manche, die habe vier Junge kriegt. Dir mersten habe bloss zwei.
 
Ich hab einmal anständig Schläge kriegt von einem Storch. Er hatte Junges, das hat wolle schnell fliege lerne un war au nett star' genug. Un er ist auf der Bode gefalle un der alte Storch hat's nett kenne nuftrage wieder ins Nest. Un er ist halt rumgewandert." - Informant 7, Recorded in April 1976
Зразок 2
"Wir verzählen au' immer noch Deutsche bis jetzt, un' unsre kinder au', verzählen au' alle Deutsch. Un' ich hab' Deutsch gelernt daheim, bin Deutsch konfirmiert worden, un' zu unsrer Mutter verzähle ich auch immer noch Deutsch, aber es ist immer halber Englisch. Un' wo ich English gelernt habe, bin ich in Schul' gegange'." - 72 yr old Informant; Lehr, North Dakota, 1975

### Міссурійські німецькі зразки
З роками Міссурі став штатом, повним німецьких анклавів.
У 1837 році вздовж річки Міссурі шкільний учитель Джордж Байєр, німець із Філадельфії, приїхав до Міссурі та купив 11 000 акрів землі. Коли перші 17 поселенців прибули на щойно придбану землю, яка стала містом Германн, штат Міссурі, місцевість несподівано виявилася непридатною для міста. Відповідно до місцевої легенди та того, що могло б стати дослідженням для антропологічних дослідників етнічних особливостей нижніх німців та інших німецьких етнічних груп, виживання цього міста пояснюється етнічними характеристиками німців — наполегливістю та працьовитістю.
"Ah... Ich heiße [omitted] und ich war... mein ganzes Leben war ich ein Farmer, und ich bin noch Farmer. Wir haben Rindvieh, Schweine, und ich baue Seubohne und Mais. Wir haben Hähne, En'en [Enten], Truthahn, bisschen von alles - ein Esel. Ja, ich habe 1979 angefangen im Postamt - 1979 und ah, ich konnte deutsch sprechen wie die andere im Postamtplatz. Alli konnten deutsch sprechen, und es hat gut gepasst, dass ich auch deutsch sprechen konnte. Aber diese sind... Alli meine Kameraden, wo an dem Postamt waren sind jetzt tot -- außer einer: Der Carl [omitted]. Er lebt noch. So er ist 89. Alli anderen sind tot.'
Hermann German ("Hermanndeutsch") - Male Farmer informant, McKittrick, Missouri, 2014
Незважаючи на те, що німецька мова Hermann є визнаною формою німецької мови, інші німецькі поселення та німецько-американські ферми, де говорили німецькою мовою, все ще можна знайти донині. Цю форму саксонської мови з діалекту регіону Ганновер, Німеччина, досі можна почути в кишенях навколо Сент-Луїса, Міссурі та в інших частинах штату. Зразок 2 (розмовна саксонська)
Speaker 1: "'s freut mich doch dass wir widor zusamm'n komm'n kenn'n."
- Speaker 2: "Well danke schoen! Das freut mich auch! Mir sehen immor noch ziemlih gude aus!"
- Speaker 1: "Ja. mir sind ja schon ald obor geht amol ganz gut."
- Speaker 2: "Immor noch jung"

Уривок з інтерв'ю: «Mir wuess'en kein Deitsch» Цей інформант швидко виправив свою помилку і сказав «Englisch». Його виправлене речення англійською мовою: «Ми не знали англійської [коли ходили до школи]».
 
«Саксонська німецька («Deitsch»), двоє респондентів-чоловіків, лютерани округу Перрі, 2018 рік».

Сент-Женев'єв, штат Міссурі, також був місцем масового переїзду історичних іммігрантів. Основними групами історичних згадок є франко-американці цього регіону та мігранти з Баден-Вюртемберга. Міграції останніх відбувалися переважно в останні десятиліття 19 століття. За останні роки збережений алеманський діалект у місті Нью-Оффенбург був зафіксований у документальному фільмі "Новий Оффенбург. " Зразок 3 (розмовна новоофенбурзька алеманська німецька)
«In de Morga, well all de do um mi… mi… mi Pecanbaum, [a Eichhos'] ist gsucht gang hette und het a Pecan gessa. Des woar boutta halb Stunde zuruck — a roder Eichhos'.»

 Новоофенбурзька алеманська німецька («Dietsch») від «Новий Оффенбург»
- Інформант 1: «Oh ya! Ich gleych süss' Korn.»
- Інформатор 2: «Er het a groasse Booch»
- Інформант 1: «На данн».
- Інформант 2: "Aer esst gut! Unsere Muodor, wenn sie kocht het, het sie nix g'messerd. Eh bissili Salz und ah bissili Pfeffor und a [нерозбірливо], no het sie es tasted, und um, wenn's noch gut taste hätt ', denn hätt' sie's stoppt und het sie's kocht Sie woar d' best Koch was ich ever — uh was mir khed hend.

Новоофенбурзька алеманська німецька («Dietsch») від «Новий Оффенбург»

### Школи німецької мови
- Rilke Schule German Immersion School, Anchorage, AK[39]
- Fairview-Clifton German Language School, Цинциннаті[40]
- Німецько-американська школа, Портленд, Орегон
- Школа німецької мови, Клівленд[41]
- Школа німецької мови, Колумбус, Огайо[42]
- Німецька школа Фенікс, Темпе, Арізона[43]
- Goethe-Instituts в Атланті, Бостоні, Чикаго, Нью-Йорку, Сан-Франциско та Вашингтоні, округ Колумбія
- Початкова школа німецького занурення в Мілуокі, Мілуокі[44]
- Twin Cities German Immersion School, Сент-Пол, Міннесота
- Waldsee (табір) біля Беміджі, Міннесота
- Німецька міжнародна школа Бостон
- Німецька суботня школа Бостон
- Німецька міжнародна школа Чикаго[45]
- Німецька школа Нью-Йорк
- Німецька міжнародна школа Кремнієвої долини
- Німецька школа Вашингтон, округ Колумбія

## Подальше читання
- Гілберт, Гленн Г. (ред.). Німецька мова в Америці: симпозіум. Остін: University of Texas Press, 1971.
- Похманн, Генрі А. Німецька культура в Америці: філософські та літературні впливи 1600—1900 (1957). 890 pp; комплексний огляд німецького впливу на американців, особливо в 19 столітті.
- Похманн, Генрі А. та Артур Р. Шульт.Бібліографія німецької культури в Америці до 1940 р. (2-е видання 1982 р.); масивний список, але без анотацій.
- Салмонс, Джо (ред.). Німецька мова в Америці, 1683—1991. Медісон, штат Вісконсін: Інститут німецько-американських досліджень Макса Каде, Університет Вісконсіна-Медісон, 1993.